# Бартов синдром
Бартов синдром је редак али озбиљан генетички поремећај који погађа мушку децу а карактеришу га многи знаци и симптоми укључујући поремећај метаболизма, кашњење у развоју моторних способности, слабост, замор, успорен раст, кардиомиопатија и ослабљен имунски систем. Најмање 100 породица широм света је погођено овим синдромом. Верује се да је број случајева већи али недијагностификован и да се ради о сваком 200.000. (двестахиљадитом) рођењу.
Синдром је добио име по Др. Питеру Барту из Холандије, а због његових истраживања и проналаска.
Мутације BTHS гена сз везане за кардиолипинске молекуле у електронском преносном ланцу и митохондријску структуру мембрана. Ген је дужине 6234 база, мРНК од 879 нуклеотида, 11 ексона / 10 интрона и ланца од 292 амино киселине масе 33,5 . Налази се у Xq28; дугачком краку X хромозома.

## Симптоми

### Неутропенија
Слабост имунског система, специфично смањен број „неутрофила” - врсте белих крвних зрнаца најзначајнијих у борби против бактеријских инфекција. Код дечака са Бартовим синдромом неутропенија повећава ризик добијања озбиљних инфекција као што су бактеријска упала плућа и кожни абцеси.

### Кардиомиопатија
Слабост срчаног мишића. Ово, комбиновано са ослабљеним имунским системом, представља највећу претњу дечацима са Бартовим синдромом.

### Општа слабост организма и мишића
Сви мишићи, укључујући и срце, имају ћелијски поремећај који ограничава њихову способност да производе енергију, што изазива велику слабост организма током активности које захтевају снагу и издржљивост - шетње, писање, раст.

### Неуспех у напредовању и успорен раст
Већина дечака са Бартовим синдромом су испод просечне телесне масе и висине, често значајно. Обично се претпоставља да је слаб раст ових дечака доказ лоше исхране или других секундарних ефеката хроничне болести, ситуације која се назива „неуспех у напредовању”. Ово је ретко узрок и уобичајени нутрициони третмани за „неуспех у напредовању” углавном немају ефекта а, у неким случајевима, су и контра-индиковани за децу са Бартовим синдромом.

## Правовремена дијагноза
Рана дијагноза је кључна за опстанак дечака са Бартовим синдромом. Деца којој дијагноза није направљена на време имају 30% шансе да преживе дуже од неколико година. Уз успешну правовремену (рану) дијагнозу, ови дечаци имају 85% до 90% шансе да преживе. Због тога је свест о Бартовом синдрому врло значајна.

## Како се добија Бартов синдром?
Бартов синдром се преноси генетички, рецесивно путем X хромозома, што значи да може да се пренесе са мајке на сина. Сама мајка носилац Бартовог синдрома нема никаквих симптома или последица. Вероватноћа да син мајке-носиоца има Бартов синдром је 50%, док ћерке имају 50% вероватноће да буду носиоци. Све ћерке мушкараца са Бартовим синдромом су носиоци.

## Фондација за борбу против Бартовог синдрома
Фондација за борбу против Бартовог синдрома сваке друге године спонзорише интернационалне конференције за погођене породице, лекаре и научнике. Више информација можете пронаћи на http://www.barthsyndrome.org.

### Мисија
Мисија Фондације за борбу против Бартовог синдрома је да води потрагу за леком, образује и подржава лекаре и створи свест и пажњу заједнице према погођеним породицама.

### Циљеви
Упознавање свих потребних лекара са Бартовим синдромом и обезбеђивање приступа најновијим информацијама, осигуравање тачних дијагноза и лакша употреба медицинских средстава неопходних за успешан третман.
- Охрабривање, вођство и инвестирање у додатна истраживања ради побољшања дијагноза и развијања лека против Бартовог синдрома.
- Стварање заједнице која ће погођеним породицама понудити информације, савете и емоционалну пордшку.
- Изградња и одржавање широке основе брижних доприносиоца који ће обезбедити новчана средства потребна за успех мисије и постизање циљева.
- Стварање, инспирација и ефективна употреба организације волонтера посвећених достизању визије фондације.